# پنی سیلامین
پنی سیلامین (به انگلیسی: penicillamine)
رده درمانی: شلات‌کننده‌ها
اشکال دارویی: قرص

## موارد مصرف
پنی‌سیلامین در درمان بیماران دارای نشانه‌های بیماری‌ویلسون و پیشگیری از ایجاد آسیب بافتی مصرف می‌شود. این دارو همچنین در درمان بیماران مبتلا به آرتریت روماتوئید شدید و فعال که به سایر درمان‌ها پاسخ نداده‌اند، بیمارانی که مبتلا به تشکیل سنگ‌های سیستئینی عودکننده و مسمومیت با فلزات سنگین (بویژه مس و سرب) هستند، استفاده‌می‌گردد.

## مکانیسم اثر
این دارو باجیوه، سرب، مس، آهن و احتمالاً سایر فلزات سنگین کمپلکس محلول در آب ایجاد می‌کند. به‌عنوان ضد روماتیسم به‌نظر می‌رسد فاکتورهای روماتوئید و کمپلکس‌های ایمنی را کاهش می‌دهد.

## عوارض جانبی
اسهال، سرگیجه، تهوع یا استفراغ، در خفیف معده، کاهش یا از بین رفتن حس چشایی، تب، درد مفاصل، بثورات جلدی

## فارماکوکینتیک
این دارو در کبد متابولیزه می‌شود. زمان لازم برای شروع اثر در بیماری ویلسون ۳–۱ ماه و در بیماری آرتریت روماتوئید ۳–۲ ماه‌می‌باشد. این دارو از راه کلیه‌ها و مدفوع دفع می‌شود.